# Batalla de Arginusas
La batalla de Arginusas fue un enfrentamiento naval que tuvo lugar en 406 a. C., durante la guerra del Peloponeso, justo al este de la isla de Lesbos. En la batalla, una flota ateniense mandada por ocho estrategos derrotó a una flota espartana bajo el mando de Calicrátidas. La batalla fue precipitada por una victoria espartana que condujo a la flota ateniense dirigida por Conón a ser bloqueada en Mitilene; para auxiliar a Conón, los atenienses reunieron una fuerza improvisada compuesta en gran parte de barcos recién construidos y con tripulaciones inexpertas. Esta flota era, por su inexperiencia, tácticamente inferior a la espartana, pero sus comandantes fueron capaces de evitar este problema empleando tácticas poco ortodoxas, que permitieron a los atenienses conseguir una dramática e inesperada victoria.
Las noticias de la victoria fueron recibidas con júbilo en Atenas, y el pueblo ateniense, agradecido, votó otorgar la ciudadanía a los esclavos y metecos que habían luchado en la batalla. Sin embargo, su alegría fue atenuada por las consecuencias de la batalla, ya que una tormenta impidió el rescate de los supervivientes de los 25 trirremes atenienses dañados o hundidos y una gran cantidad de marineros se ahogaron. La furia estalló en Atenas cuando el pueblo se enteró y, después de una amarga lucha en la Asamblea, seis de los ocho generales que habían mandado la flota fueron juzgados conjuntamente y ejecutados.
Mientras tanto, en Esparta, los tradicionalistas que habían apoyado a Calicrátidas presionaron para firmar la paz con Atenas, sabiendo que la continuación de la guerra resultaría en un nuevo ascenso de su adversario Lisandro. Este partido se impuso inicialmente y fue enviada una delegación a Atenas para hacer una propuesta de paz; los atenienses, sin embargo, rechazaron su oferta y Lisandro partió al Egeo para asumir el mando de la flota para el resto de la guerra, que sería decidida menos de un año después de su victoria total en Egospótamos.

## Antecedentes

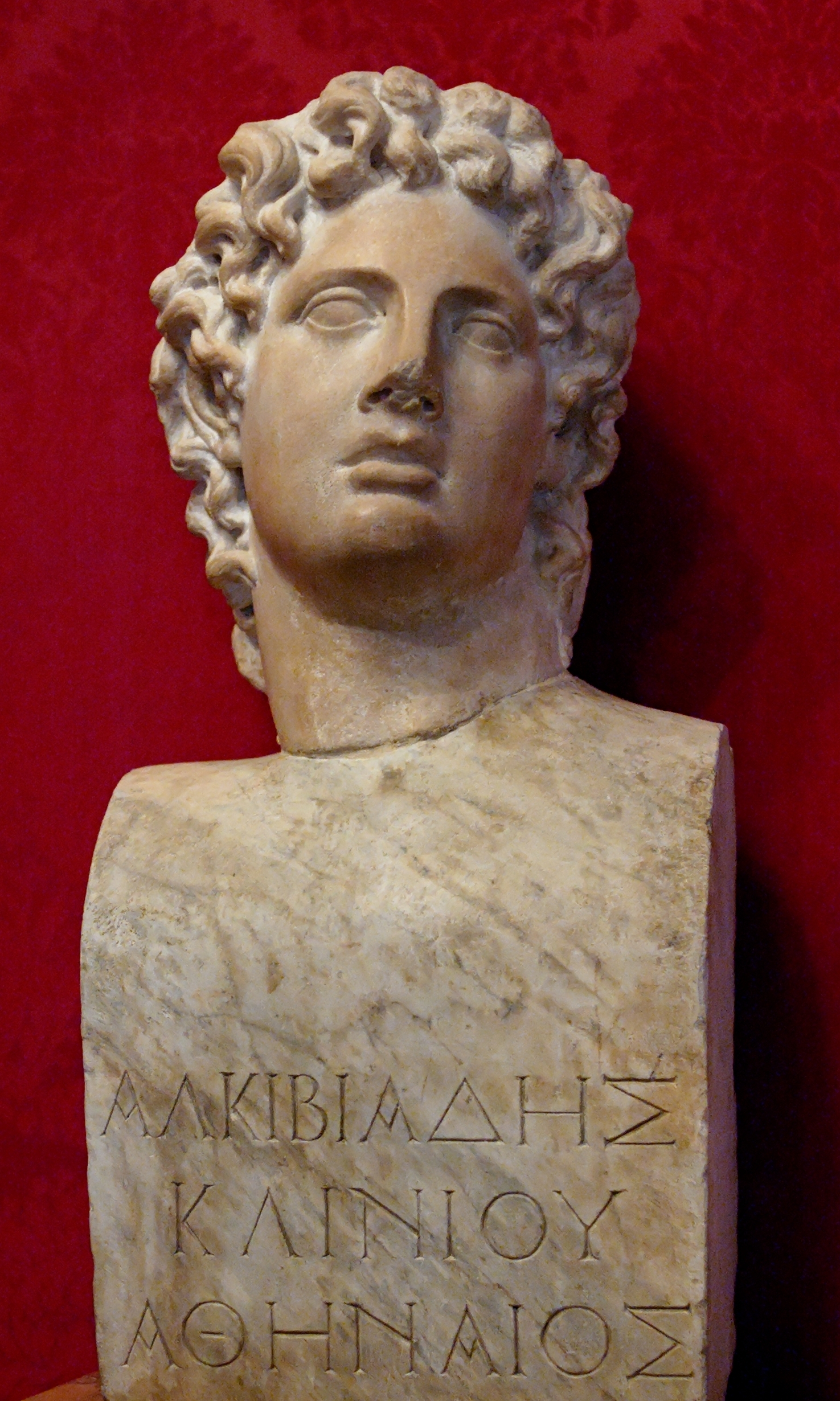
Alcibíades (Roma, Museos Capitolinos). Retrato idealizado, copia romana de un busto griego del

Desde el año 411 a. C., en que el antiguo estratego ateniense, Alcibíades, abandonó el bando espartano, las campañas militares tendentes a restablecer las posiciones atenienses en el Helesponto prosiguieron bajo su dirección. Sus victorias y sus partidarios consiguieron que fuera elegido estratego en el año 407 a. C. con su amigo Trasíbulo. Desde entonces se abrió el camino de su regreso a Atenas. De su desembarco y del recibimiento que le dispensó el pueblo ateniense, se hace eco Jenofonte al decir que la gente acudía en masa desde la ciudad y desde El Pireo para verle. Plutarco describe vivamente su arribo a puerto y la acogida que tuvo. No obstante, no se dejó embriagar por el gran recibimiento dispensado. Ante la Asamblea de Atenas hubo de defenderse de las acusaciones hechas contra él ocho años antes, por los hechos que se le imputaban —la mutilación de los hermas y la parodia de los Misterios de Eleusis—, previos a la partida de la expedición a Sicilia, de cuya pertinencia convenció al dêmos (el pueblo), y a cuya cabeza partió junto con Nicias y Lámaco en 415 a. C.
Por la inculpación en la parodia mencionada, tuvo que jurar su devoción a «las dos Diosas» (Deméter y Perséfone) y garantizar la seguridad para la tradicional procesión '(pompé) a Eleusis, que se hacía por mar desde la ocupación de Decelia por los espartanos en 412 a. C.
Cuatro meses después de su vuelta, Alcibíades zarpó con una flota de cien naves rumbo a Asia Menor. Lisandro, navarca de la flota peloponesia, concentró sus efectivos cerca de Notio, donde se libró una batalla entre su flota y una escuadra ateniense. Alcibíades llegó tarde con el grueso de la armada para poder evitar el desastre. En Atenas, la noticia provocó la destitución de los estrategos y la elección de sustitutos. Por lo que respecta a Alcibíades, se refugió en un terreno fortificado que poseía en el Quersoneso tracio.
Para más detalles, véase Batalla de Notio

## Preludio

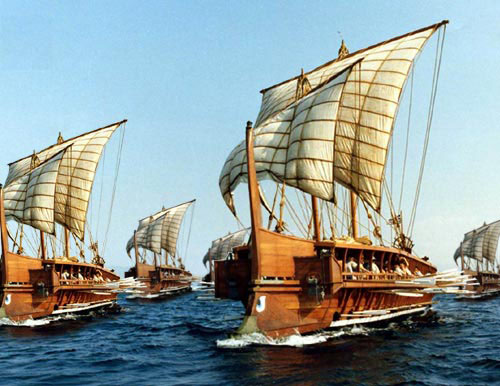
Trirremes helénicas

### Calicrátidas y Conón
En 406 a. C., Calicrátidas fue nombrado navarca de la flota espartana, remplazando a Lisandro. Calicrátidas era un espartano tradicionalista, receloso de la influencia persa y reacio a pedir ayuda al príncipe persa Ciro, que había sido un gran partidario de Lisandro. Así, Calicrátidas fue forzado a reunir su flota y a financiarla pidiendo contribuciones de los aliados de Esparta de las ciudades griegas de la región. De este modo, reunió una flota de unos 140 trirremes. Conón, mientras tanto, que estaba al mando de la flota ateniense en la isla de Samos, fue obligado, por problemas con la moral de sus marineros, a tripular solo 70 de las más de 100 trirremes de que disponía.
Calicrátidas, una vez que había reunido su flota, navegó hasta Metimna, ciudad de Lesbos, a la que sometió a un asedio y finalmente la asaltó. Desde Metimna, Calicrátidas disponía del potencial para capturar el resto de la isla de Lesbos, lo que le allanaba el camino para trasladar su flota hasta el Helesponto, donde se encontraría en el flanco de las líneas de abastecimiento de grano de Atenas.
Para defender Lesbos, Conón fue forzado a desplazar su flota, numéricamente inferior, desde Samos hasta las cercanas islas de Hecatoneso, cerca de Metimna. Calicrátidas atacó a Conón, con una flota que había logrado incrementar a 170 naves, y Conón se vio obligado a huir a Mitilene, donde estuvo bloqueado con su flota tras perder 30 naves en un combate en la boca del puerto. Asediado por tierra y mar, Conón se hallaba debilitado para poder actuar contra las fuerzas superiores que le rodeaban, y únicamente logró que un barco se escabullera hacia Atenas para notificar su apremiante situación.

### La fuerza de liberación
Cuando el barco que había enviado, llegó a Atenas e informó de lo desesperado de su situación, la Asamblea no desperdició el tiempo en aprobar medidas extremas para construir una escuadra naval de socorro.
Las estatuas de oro de la diosa Niké fueron fundidas para pagar la construcción de los barcos, y esclavos y metecos fueron enrolados como tripulación de la flota. Para asegurar un grupo de tripulantes suficientemente amplio y leal, los atenienses incluso adoptaron la medida radical de ampliar la ciudadanía a millares de esclavos que formaron parte de la flota. Unos cien barcos estuvieron listos y tripulados gracias a estas medidas, y además, con la contribución de barcos aliados, la flota alcanzó un tamaño de 150 trirremes al atracar en Samos. Conforme a un plan muy poco ortodoxo, la flota fue comandada en conjunto por ocho generales: Aristócrates, Aristógenes, Diomedonte, Erasínides, Lisias, Pericles el Joven, Protómaco, y Trasilo.
Después de dejar Samos, la flota ateniense navegó hasta las islas Arginusas, enfrente del cabo Malea de Lesbos, donde acamparon durante una tarde. Calicrátidas, que había navegado hasta el sur de dicho cabo con la mayor parte de su flota y estudiaba los movimientos de los atenienses, divisó sus señales de hogueras y planeó atacarlos antes de la noche, pero una tormenta eléctrica se lo impidió, y se vio obligado a retrasar su ataque hasta la mañana siguiente.

## La batalla

La batalla de Arginusas está señalada en el mapa entre la isla de Lesbos y la costa de Asia Menor..

Al amanecer del siguiente día, Calicrátidas condujo mar adentro su flota para encontrarse con los atenienses. Disponía de 140 naves para enfrentarse a los 150 navíos atenienses, y había dejado fuera 50 naves para controlar a Conón en Mitilene. Por primera vez en la guerra, las tripulaciones y comandantes de Esparta eran más experimentados que sus adversarios atenienses, dado que las mejores tripulaciones atenienses habían estado en el mar con Conón. Para contrarrestar la superior habilidad y maniobrabilidad de los espartanos, los comandantes atenienses implementaron muchas tácticas nuevas e innovadoras. La primera, que la flota ateniense estaba dividida en ocho escuadras autónomas, cada una mandada por uno de los generales; la segunda, que los atenienses organizaron su flota en una doble línea, a diferencia de la tradicional línea simple en que solían organizarse, a fin de evitar que los espartanos utilizaran una maniobra conocida como el diekplous, en la cual un trirreme avanzaba sobre una brecha entre dos naves enemigas y entonces viraba intempestivamente para golpear a uno de ellos en un costado de la nave; si los espartanos intentaban esta maniobra en contra de una doble línea de naves, un barco de la segunda línea podía moverse y atacar la nave espartana.
A medida que los atenienses avanzaban, extendían su flanco izquierdo en dirección al mar sobrepasando el flanco de los espartanos. El mayor número de atenienses, combinado con las tácticas que habían implementado, crearon una situación peligrosa para los espartanos, y el piloto mayor de Calicrátidas le aconsejó retirarse sin presentar batalla, pero el comandante de la flota insistió en atacar. Dividiendo su fuerza en dos para enfrentarse a la amenaza de ser encerrados, Calicrátidas condujo su flota a la batalla. En una encarnizada lucha durante algún momento, sin embargo, dirigió el flanco derecho espartano, y fue asesinado cuando su barco embestía a otro enemigo, y la resistencia sobre la derecha espartana colapsaba. El flanco izquierdo continuaba resistiendo durante más tiempo, pero fue incapaz de mantenerse y aguantar a toda la flota ateniense y pronto se reuniría al ala derecha que huía. Cuando todo estaba consumado, los espartanos habían perdido 70 navíos y los atenienses 25.

## Consecuencias
Inmediatamente después de la batalla, los comandantes atenienses tuvieron que decidir en cuáles de las varias tareas urgentes debían concentrar su atención. Conón todavía estaba bloqueado en Mitilene por 50 barcos espartanos, y una acción decidida contra dichas naves podría provocar su destrucción antes de que estas tuvieran la oportunidad de reunirse con el resto de la flota de Calicrátidas. Al mismo tiempo, los supervivientes de los 25 barcos atenienses hundidos o incapacitados en la batalla se quedaron en las islas Arginusas. Para hacer frente a ambos preocupaciones, los generales decidieron que ocho de ellos navegarían con la mayoría de la flota contra las naves enemigas ancladas en Mitilene, donde intentarían auxiliar a Conón, mientras que los trierarcas Trasíbulo y Terámenes se dirigirían con 47 naves a rescatar a los supervivientes. Ambas misiones, sin embargo, fueron frustradas por la repentina llegada de una tormenta que condujo a las naves de vuelta al puerto; la flota espartana de Mitilene escapó, y rescatar a los marineros que estaban ahogándose se tornó imposible.

### Juicio de los generales
En Atenas, el pueblo que confiaba en una inesperada victoria se sumió en una agria batalla retórica sobre a quién responsabilizar del fracaso del rescate de los marineros. Cuando los generales se enteraron del enojo del pueblo ateniense por el fallido rescate, acordaron que Trasilo y Terámenes, que ya habían regresado a la ciudad, eran los responsables, y escribieron cartas a la Asamblea denunciando a los dos trierarcas, culpándoles del desastre. 
Jenofonte da una descripción diferente, que culpa a Terámenes del juicio y la ejecución de los generales.

[...] se celebró la Asamblea en la que Terámenes, sobre todo, y otros acusaban a los estrategos [...] porque no recogieron a los náufragos. Como testimonio [...] mostraban una carta que los estrategos enviaron al Consejo y a la Asamblea en la que echaban la culpa únicamente a la tempestad [...]. [Los estrategos] expusieron que ellos marchaban contra los enemigos, que habían ordenado la recogida de los náufragos a Terámenes y Trasíbulo.
Jenofonte, Helénicas i.7.4-5.

El relato de los hechos seguido aquí es el de Diodoro.
Los historiadores modernos prefieren el relato de Diodoro en algunos punto claves. Jenofonte recoge todo el proceso judicial seguido en Atenas contra los estrategos de Arginusas, con mucho detalles de bastantes más sucesos. Los trierarcas respondieron con éxito a las acusaciones interpuestas contra ellos, y la cólera pública se volvió contra los estrategos. Los ocho estrategos fueron depuestos de su cargo y se les ordenó que regresaran a Atenas en espera de juicio. Dos de ellos, Aristógenes y Protómaco, huyeron, pero los otros seis acudieron. Nada más llegar fueron encarcelados, y uno de ellos, Erasínides, fue enjuiciado y condenado por varios cargos de mala conducta en el desempeño de su magistratura. Este juicio podría representar un intento de los enemigos de los generales de evaluar la importancia de la tormenta, puesto que Erasínides había propuesto abandonar a su suerte a los supervivientes durante las deliberaciones después de la batalla. Esta propuesta podría haber sido la solución más fácil para los seis.

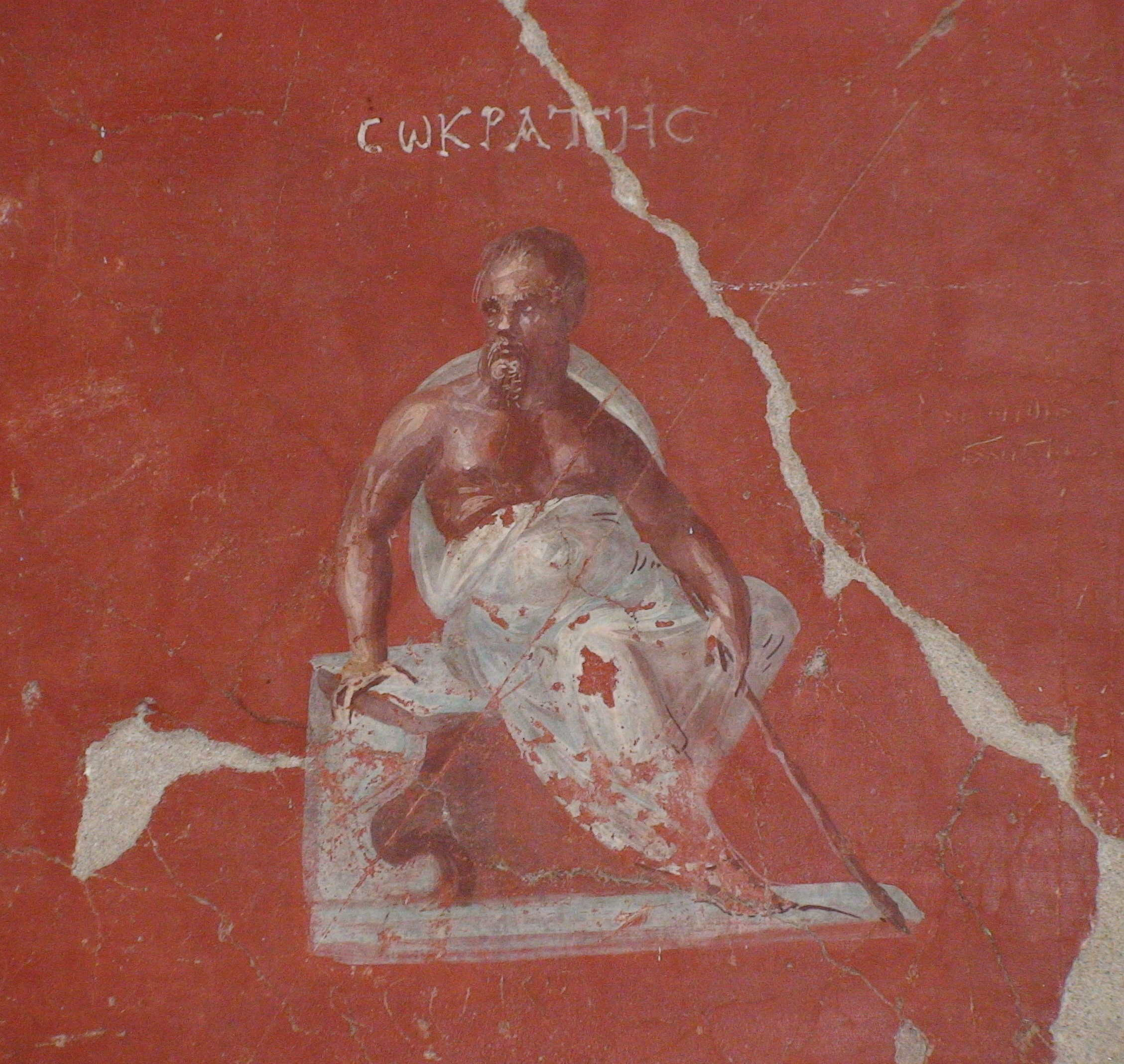
Sócrates, en su cargo de epístata, presidió la sesión del Consejo (Boulé) durante el juicio.

La cuestión de cómo debían ser juzgados los generales por su fracaso en el rescate de los supervivientes fue llevada ante la Asamblea. En el primer día del debate, los generales fueron capaces de ganar la compasión de la gente atribuyendo la culpa de la tragedia exclusivamente a la tormenta que había frustrado los intentos de rescate. Desafortunadamente para ellos, sin embargo, este primer día del debate fue seguido por las fiestas de las Apaturias, en las que familias se reunían; en este contexto, la ausencia de los que se ahogaron en Arginusas fue dolorosamente evidente, y cuando la siguiente Asamblea conoció la iniciativa la pasó a aquellos que deseaban tratar a los generales con dureza. Un político llamado Calíxeno propuso que, sin más debates, la Asamblea debía votar la culpabilidad o la inocencia de los generales. Euriptólemo, un primo de Alcibíades, y otros varios se opusieron a la moción porque entraba en el terreno de lo inconstitucional, pero se retractaron de su moción después de que otro político propuso que se les aplicara la misma pena que a los generales. Con la oposición silenciada, los acusadores pidieron que su moción fuera votada.
Los magistrados que presidían la Asamblea eran los pritanos, consejeros elegidos al azar por cada tribu para supervisar a la Asamblea durante un mes dado; cada reunión de la Asamblea, uno de los pritanos era nombrado epístata, o presidente de la Asamblea. Por sorteo, el filósofo Sócrates ostentaba el cargo de epístata (epistátēs) de los pritanos el día que los generales fueron juzgados. Sócrates con evidente peligro, dadas las intrigas políticas, fue el único de los pritanos que se opuso a que juzgasen en un único juicio a los generales. A continuación Euriptólemo subió a la tribuna otra vez, y persuadió a la Asamblea de aprobar una moción para que los generales fueran juzgados por separado. La maniobra parlamentaria, sin embargo, deshizo esta victoria, y al final la moción original fue aprobada:

los presentes votaron a mano alzada y aprobaron en un principio la moción de Euriptólemo. Pero Menecles la declaró ilegal bajo juramento e hicieron una nueva votación a mano alzada y aprobaron la de la Boulé. Luego condenaron por votación a los estrategos que participaron en la batalla naval, que eran ocho. Fueron ejecutados los seis presentes.

Los atenienses no tardaron en lamentar su decisión en el caso de los generales, y votaron que fueran interpuestos cargos contra los instigadores principales de las ejecuciones. Estos hombres se escaparon antes de que pudieran ser llevados a juicio, pero Calíxeno, regresó a Atenas varios años después, y despreciado por sus conciudadanos, murió de hambre.

### Oferta de paz
En Esparta, la derrota de Arginusas fue añadida a una larga lista de contratiempos desde que la guerra en el Egeo comenzó en 412 a. C. La flota, en ese momento estacionada en Quíos, estaba en una situación lamentable. Los espartanos que regresaron a su ciudad estaban desalentados, y a los partidarios de Calicrátidas les disgustaba la idea de que Lisandro pudiera lograr el poder otra vez si la guerra continuaba. Los aliados de los espartanos en el Egeo pidieron su regreso. Con todas estas preocupaciones en mente, el gobierno espartano envió una embajada a Atenas, ofreciendo entregar el fuerte espartano de Decelia a cambio de la paz sobre la base del statu quo en el Egeo. Esta propuesta fue rechazada por la Asamblea ateniense, engañada por el estratego Cleofonte, jefe del partido democrático.
La guerra continuó, pero la decisión ateniense fue menos lesiva que cuando un año después, Lisandro, al mando de la flota espartana una vez más, derrotó rotundamente a la flota ateniense en Egospótamos; en menos de dos años desde la dramática victoria ateniense en Arginusas, la ciudad se rindió, sus murallas fueron derruidas, y la guerra del Peloponeso llegó a su fin.